# 石田正弘
石田 正弘（いしだ まさひろ、1935年 - 1985年4月28日）はテナー・サクソフォーン奏者。
ハナ肇とキューバン・キャッツ（のちのハナ肇とクレージーキャッツ）の初期のメンバーで、「クレージーになりそこなった男」と呼ばれる。別名、石田弘。渾名はポン公。
全盛期の石田を知る太田稔は「いわゆるマルチプレイヤーで、どんな楽器を演奏させても抜群のウマサを発揮」「ハンプトン・ホーズばりのピアノは勿論、テナー、アルト、ドラムその他なんでもござれのオールラウンドプレイヤー」と評価している 。

## 経歴
東京池袋の寿司屋の三男として生まれる。1944年に空襲で父親を亡くし、母子家庭に育つ。早稲田実業高等学校では野球部で活動。慶應義塾大学を受験して失敗し、家業の寿司屋の出前持ちを始める。
国鉄スワローズの入団試験に合格し、二軍の合宿所に入ったが、肋膜を患って引退。寿司屋の出前持ちに逆戻りしたが、兄に誘われてハワイアンの学生バンドにベース奏者として参加。これを機に音楽に目覚め、テナー・サクソフォーンを松本英彦に師事。またアルト・サクソフォーンやピアノを独習するようになる。1955年夏、横須賀の米軍キャンプのショーで池袋時代の顔見知りのハナ肇と再会し、誘われてキューバン・キャッツに参加する（のちキューバン・キャッツはクレージーキャッツとなる）。そのころ既にヘロインに手を出していたが、1958年の正月に妻を交通事故で失うと一層深く薬物に溺れるようになり、1958年春にクレージーキャッツを脱退。ドラッグの運び屋に身をやつし、妻の実家の長崎で警察に逮捕される。
中野刑務所で2年間服役した後、1961年ごろ、北九州の小倉のクラブ「ハレム」でカルテットを結成。このころから「石田弘」の芸名で活動。小倉で10年間音楽活動を行った後、渡辺プロダクションの渡辺晋からクレージーキャッツのマネージャーに誘われたが謝絶。まもなく一人息子をも交通事故で失い、息子の生命保険金で墓を建てた後、残額を持って渡米。「ソニー・ロリンズを聴くため」というのが本来の目的だったが、ラスベガスのカジノで有り金を失って日本に帰国。このころから酒に溺れるようになる。広島や名古屋を転々とし、1984年には小倉に戻る。
最晩年、1985年4月13日のインタビューでは「俺はいまでもテナー吹かしたら、日本で5本の指に入る」と豪語していたが、肝硬変のため、2Kの自宅アパートのトイレで吐血して倒れて急死した。49歳没。一人暮らしのため、発見されたのは死後2日ほど経ってからのことであった。
石田の死後、ハナ肇は「世の中にクスリがなければ、あの男、日本はおろか世界でも通用する超一流になれたろうに」と語っている。同じくハナ肇によると、山田洋次が石田の人間性に注目し、映画化を考えていたともいう。